# Matsumoto Yasunori
Matsumoto Yasunori (松本 保典 (Tùng Bản Bảo Điển) sinh ngày 7 tháng 2 năm 1960 ở Matsudo, Chiba) là một nam seiyu. Ông từng hợp tác với Sigma Seven.

## Sự nghiệp phim ảnh

### TV anime
1987
- Kimagure Orange Road – Mitsuru Hayakawa
- Manga Nihon Keizai Nyumon – Tsuchida
- Mister Ajikko – Shougo

1988
- Yoroiden Samurai Troopers – Cale (Yami Mashou Anubis)
- Starship Troopers – Johnny Rico
- Sonic Soldier Borgman – Ryo Hibiki

1989
- Tenku Senki Shurato – Fudo Myo-o Acalantha
- Idol Densetsu Eriko – Shogo Ohgi

1990
- Brave Exkaiser – Shuntarou
- Idol Angel Yokoso Yoko – Yutaka Tokudaiji
- Karasu Tengu Kabuto – Kabuto
- Idol Tenshi Yokoso Yoko – Yutaka
- RPG Densetsu Hepoi – Michael
- Samurai Pizza Cats – Zankaa

1991
- The Brave Fighter of Sun Fighbird – Yutaro Katori/Fighbird
- Future GPX Cyber Formula – Hiroyuki Kazami (young)
- Romance of the Three Kingdoms – Cao Cao

1992
- YuYu Hakusho – Toya
- Tekkaman Blade – Noal
- Ashita e Free Kick – Tachibana Daichi
- Cooking Papa – Tatsuya Kimura
- Flower Witch Mary Bell – Jeat
- Nangoku Shounen Papuwa-kun Umigishi-kun
- Tekkaman Blade – Noal Vereuse

1993
- The Brave Express Might Gaine – Black Gaine/Black Might Gaine
- Shippu! Iron Leaguer – Magnum Ace

1994
- Haō Taikei Ryū Knight – Tsukimi
- Tottemo! Luckyman – Lucky Star

1995
- Slayers – Gourry Gabriev
- H2 – Fujio Koga
- Kuma no Putaro – Conductor
- Kyoryu Boukenki Jura Tripper – Mosaru
- Mojacko – Ume-san
- Ninku – Basara Ninku
- Soar High! Isami – Mitsukuni
- Street Fighter II V – Tyler (eps 3–4)
- Virtua Fighter – Jacky Bryant

1996
- VS Knight Ramune & 40 Fire – Narcist Dandy
- B'tX – Zaji
- Case Closed – Takehiko Fujie, Tsuze, Yuuzou
- Kaiketsu Zorro – Teo
- Martian Successor Nadesico – Genpachiro Akiyama
- Midori no Makibao – Amago Wakuchin
- Rurouni Kenshin – Tetsuma Okubo
- Slayers Next – Gourry Gabriev

1997
- Anime Ganbare Goemon – Goemon, Goemon Impact
- Pokemon – Adult Lunick/Adult Kazuki
- Kindaichi Shounen no Jikenbo – Makoto Toujou
- Vampire Princess Miyu – Ryu Shinma
- Vampiyan Kids – Vampire Hunter
- Slayers Try – Gourry Gabriev

1998
- Initial D – Wataru Akiyama
- Lost Universe – Spreader of Darkness
- Silent Mobius – Ralph Bomerz
- Momoiro Sisters – Shouichi Tanaka
- Nessa no Ha-o Gandalla – Youji Saijoh
- Shadow Skill – Scarface

1999
- Angel Links – Marcotte
- Bucky – The Incredible Kid – En
- Initial D: Second Stage – Wataru Akiyama
- Legend of Himiko – Chosa
- Starship Girl Yamamoto Yohko – Curtis Lawson
- Steel Angel Kurumi – Kamihito Kagara
- Wild Arms: Twilight Venom – Keanu, Kianu Fallwind

2000
- Gravitation – Hiroshi Nakano
- Love Hina – Noriyasu Seta
- Boys Be... – Daisuke Nitta
- Clockwork Fighters Hiwou's War – Kurogane
- Sazae-san – Norisuke Namino
- Vandread – Leader

2001
- Star Ocean EX – Bowman Jean
- Go! Go! Itsutsugo Land – Director (episode 19b)
- Hellsing – Boz
- Hero Hero-kun – Hero Hero-Papa
- Offside [Wikidata] – Kazuhito Oda
- A Little Snow Fairy Sugar – Paul
- Zone of the Enders – Joey

2002
- Get Backers – Wan Paul
- Princess Tutu – Neko-sensei
- Twelve Kingdoms – Kantai
- MÄR – Galian
- Atashin'chi – Sport's Teacher (First)
- Pokemon Advance – Kinya's Gold Usokki, Umezu
- Getbackers – Paul Wang
- Ghost in the Shell: Stand Alone Complex – Policeman
- Mirage of Blaze – Shuhei Chiaki
- Mobile Suit Gundam Seed – Haruma Yamato
- Naruto – Postman Ninja
- Cheeky Angel – Hosoi, Yanagisawa

2003
- Croquette! – Worcester
- E's Otherwise – Yuuki Tokugawa
- F-Zero Falcon Densetsu – Beast-Man
- Fullmetal Alchemist – Dolcetto, Jean Havoc
- Maburaho – Shunji Kamishiro
- Mermaid Forest – Eijiro (60 years ago), Fisherman
- Rumiko Takahashi Anthology – Keiichi, Ruriko Tonegawa's husband, Takanezawa, Yoshio Hirooka
- Sou Nanda – Chairman (ep 6)
- Wolf's Rain – Horse (ep 20)

2004
- Paranoia Agent – Zebra
- Agatha Christie no Meitantei Poirot to Marple – Franklin Clarke
- Black Jack – Kyuuma
- Futari wa Pretty Cure – Juna
- Initial D: Fourth Stage – Wataru Akiyama
- Kannazuki no Miko – Tsubasa
- Kyo kara Maoh! – Raven
- The Melody of Oblivion – Lucky Thoroughbred
- Midori Days – Masami Kyomoto
- Otogi Zoshi – Shuten Doji
- Phoenix – Inugami Harima (Sun Chapter)
- Rockman.EXE Stream – Charlie Airstar
- Space Symphony Maetel—Galaxy Express 999 Side Story – Ra Frankenbach Leopard
- The Moon is East, The Sun is West: Operation Sanctuary – Fukano

2005
- Doraemon – Bố của Nobita
- Zoids Genesis – Major Zailin
- Eureka Seven – Stoner
- Gallery Fake – Jun Sekine
- Trinity Blood – Virgin Walsh
- GUNxSWORD – Joe
- Guyver: The Bioboosted Armor – Archanfel
- Rockman.EXE Beast – Charlie Airstar

2006
- Black Jack 21 – Bill Budd
- Le Chevalier D'Eon – Earl St. Germain
- The Familiar of Zero – Count Mott
- Ginga Tetsudo Monogatari: Eien e no Bunkiten – Yurihi
- Hataraki Man – Shimura
- Hell Girl: Two Mirrors – Eiichi Kurebayashi
- Lovege Chu – Miracle Seiyu Hakuso – Hisatoki Edogawa
- Pumpkin Scissors – Messenger (episode 16)
- Higurashi When They Cry – Ichiro Maebara
- Zegapain – Kurashige

2007
- Darker Than Black – Gai Kurasawa
- Mobile Suit Gundam 00 – Alejandro Corner
- Koutetsu Sangokushi – Sonsaku Hakufu
- Naruto: Shippuden – Ganryu and Kizashi Haruno
- Deltora Quest – King Endon
- Ghost Hound – Takahito Komagusa
- Higurashi no Naku Koroni Kai – Ichirou Maebara
- Kaiji – Furuhata
- Les Miserables - Shoujo Cosette – Famuyu
- Mobile Suit Gundam 00 – Alejandro Corner
- Princess Resurrection – Pharaoh (ep12)
- Pururun! Shizuku-chan! – Chirikarareddo
- Shion no Oh – Shinji Yasuoka
- Terra e... – Jomy's father

2008
- Slayers Revolution – Gourry Gabriev[1]
- Soul Eater – Captain Nidhogg
- Gunslinger Girl: II Teatrino – European pole Bureau Chief
- Natsume's Book of Friends – Tanuma's Father
- Yes! PreCure 5 GoGo! – King Donuts
- Real Drive – Shozo Kominato
- Sands of Destruction – Cat Master (ep 1)
- Tales of the Abyss – Guy Cecil
- Yatterman – Kogoro Dokechi

2009
- Darker than Black: Gemini of the Meteor – Gai Kurasawa
- Fresh Pretty Cure – Wester
- Kobato. – Sotaro Mori
- Slayers Evolution-R – Gourry Gabriev

2010
- Heroman – Doctor Minami
- Pokemon: Black and White – Cliff (ep 46)
- Psychic Detective Yakumo – Genichiro Sakakibara
- Showa Monogatari – Yuzo Yamazaki

2011
- Blade (Ikeda)
- Ground Control to Psychoelectric Girl – Yamamoto-san

2012
- Bodacious Space Pirates – Kenjo Kurihara
- Eureka Seven – Stoner
- Initial D Fifth Stage – Wataru Akiyama
- Magi: The Labyrinth of Magic – Balkak
- Saint Seiya Omega – Hound Miguel

2013
- Monogatari Series Second Season – Mayoi's Father (ep 8)

2014
- Aikatsu! – Encierro Atsuji

2015
- JoJo's Bizarre Adventure: Stardust Crusaders – Anubis[2]
- Go! Princess Precure – Ibuki Haruno
- Rampo Kitan: Game of Laplace – Namikoshi's Father
- Yatterman Night – Beane

2017
- Altair: A Record of Battles – Doge Donatello Doria

2019
- Attack on Titan – Eren Kruger

2021
- SK8 the Infinity – Joe

Không rõ ngày
- Lady Blue – Kyoshiro
- Urotsukidoji – Takeaki and Buju
- Elven Bride – Kenji
- Growlanser III: The Dual Darkness – Kenneth Leymon
- Puyo Puyo~n – Schezo Wegey
- NG Knight Ramune & 40 – Queen Cideron

### Original video animation (OVA)
- Kuro no Shishi (1992) – Shishimaru
- Kyou Kara Ore Wa!! (1994) - Takahashi Mitsuhashi
- Starship Troopers (1988) – Johnny Rico
- Sonic the Hedgehog (1996) – Knuckles the Echidna

### Phim Anime
- Mobile Suit Gundam 00 the Movie: A Wakening of the Trailblazer (2010) – Alejandro Corner

### Tokusatsu
- Tensou Sentai Goseiger (2010) – Hognlo Alien Powereddark of the Mutation
- Tokumei Sentai Go-Busters (2012) – Danganloid
- Ressha Sentai ToQger (2014) – Type Shadow
- Ultraman X (2015) – Narration, Alien Fanton Guruman

### Trò chơi điện tử
- Logos Panic (1995)
- Initial D Arcade Stage series (1998–2005) – Wataru Akiyama
- Kingdom Hearts and Kingdom Hearts II (2002, 2005) – Hercules
- Tales of the Abyss (2005) – Guy Cecil
- Rockman X4 (Mega Man X4) (1997) – Double
- Tengai Makyou: Fuuun Kabuki Den (????) – Karune
- Super Robot Wars Original Generations series (????–??) – Folka Albark
- Super Robot Wars Series (????–??) – Alejandro Corner, Doctor Minami
- Resident Evil: Revelations (2012) – Raymond Vester

### Drama CD
- Abunai Series 2: Abunai Summer Vacation – Yoshiaki Sawatari
- Abunai Series 5: Abunai Shiawase Chou Bangaihen – Yoshiaki Sawatari, Chief, Kyou Sakuranomiya & Midori-san
- Abunai Series side story 1: Abunai Ura Summer Vacation – Yoshiaki Sawatari
- Analyst no Yuutsu series 1: Benchmark ni Koi wo Shite – Yoshio Kawaguchi
- Boku no Gingitsune – Takayuki Watanabe
- C Kara Hajimaru Koi mo Ii – Takatsugu Oda, Tadanori
- Endless series 1: Endless Rain – Atsui Katou
- Endless series 3: Endless Love – Atsui Katou
- Gin no Requiem – Dylan
- Gohan wo Tabeyou series 1, 2, 4-6 – Kaiou Hishida
- Mayonaka ni Oai Shimashou – Yamabuki Kaidouji
- Mirage of Blaze series 1: Mahoroba no Ryuujin – Shuuhei Chiaki
- Mirage of Blaze series 4: Washi yo, Tarega Tameni Tobu – Shuuhei Chiaki
- Mou Ichido Only You – Taniguchi
- Muteki na Bokura Series 1 – Kaoru Tachibana
- Muteki na Bokura Series 2: Oogami Datte Kowakunai – Kaoru Tachibana
- Muteki na Bokura Series 3: Shoubu wa Korekara! – Kaoru Tachibana
- Muteki na Bokura Series 4: Saikyou na Yatsura – Kaoru Tachibana
- Muteki na Bokura Series side story 1: Aitsu ni Muchuu – Kaoru Tachibana
- My Sexual Harassment series 1 – Junya Mochizuki
- Osananajimi – Takeda
- Pretty Baby 1 – Touru Makihara
- Shosen Kedamono Series 1: Shosen Kedamono – Tsukasa Muromachi
- Shosen Kedamono Series 2: Youko Nitsumaru – Tsukasa Muromachi
- Shosen Kedamono Series 3: Ryuuou no Hanayome – Tsukasa Muromachi
- Shosen Kedamono Series side story 2: Souko Gekka ni Hohoemu – elder Souko/Red Hair